# Condado de Litchfield
O Condado de Litchfield (em inglês:  Litchfield County) é um dos 8 condados do estado americano de Connecticut. Como todos os condados do estado, o Condado de Litchfield não possui função administrativa, nem uma sede de condado. Sua maior cidade é Torrington. Foi fundado em 1751.
O condado possui uma área de 2 446 km², dos quais 2 384 km² estão cobertos por terra e 62 km² por água, uma população de 189 927 habitantes, e uma densidade populacional de 79,7 hab/km² (segundo o censo nacional de 2010). É o quinto condado mais populoso de Connecticut.